# Івот (село)
Іво́т — село в Україні, у Шосткинському районі Сумської області. Населення становить 904 осіб. Після адміністративно-територіальної реформи входить до Шосткинської міської територіальної громади. Орган місцевого самоврядування представлений старостою та діловодом. Розташоване за 18 км від райцентру.

## Географія
Село Івот знаходиться на правому березі річки Івотка, вище за течією на відстані 4,5 км розташоване село Антонівка. Селом протікає річка з загатами Лопатина, права притока Івотки.
До села примикають лісові масиви (береза, сосна). Через село проходить автомобільна дорога Т 1908.

## Назва
Перша назва – “Івіт” – найдавніша, вона походить від назви ріки життя – Віть – відгалуження Десни, в яку втікає Івіт. Цей  варіант було введено в обіг в 20-х роках українізації. В академічному виданні 1928 року під редакцією Михайла Грушевського, присвяченому історії “Чернігова і Північного Лівобережжя”, вказано всі виявлені на 1925 рік поселення (7-тисячної давнини) між селами Пирогівка та Івіт (одне поряд з селом).
Одна з назв – “Івот” – як кажуть самі івотчани, пішла від Петра І, коли він у 1708 році вийшов відпочити на берег тоді безіменної річки. Саме перед тим, як знищити Батурін – нашу справжню, неупокорену царату козацьку столицю.

## Символіка
Герб розділений на 3 частики. У верхньому синьому золота плакуча верба. В нижньому лівому бджола оточена стільниками, а в правому нижньому - козак з мушкетом. Віти плакучої верби означає назву села (герб є промовистим), синє тло - річка Івотка. Стільники і бджола символізують івотських бортників (бджолярів). Зелений колір - Сіверські землі. Козак - символізує Івотську республіку.

## Історія
Поблизу села виявлене поселення часу неоліту. На острові в івотській заплаві, виявлено селище 4-х тисячної давнини, тобто поселення перших землеробів Сіверського краю – нащадків трипільських племен.
Село відоме з другої половини XVI ст. За описом українських міст 1654 р., маємо в Новгород-Сіверському повіті село Івойти. 
Раніше царі віддавали монастирям великі земельні території разом з селянами. В царській грамоті, яка датовано 6 вересня 1551 року і підписана Іваном Васильовичем, значиться, що івотчани мають право на землеволодіння. Але як монастирське село, Івот існував і раніше. Про це розповідає грамота, яка була видана батьком Івана Грозного –Василем ІІІ на земельні угіддя Новгород – Сіверського Спасо-Преображенського монастиря. На території села Івот були поселення ще до татарського іга. В 1552 році біля річки Івотки були ниви і жили івотські бортники (бджолярі).
Село Івот перебувало у складі Ямпольської  сотні, як володіння Чернігівського кафедрального монастиря з 1673 року. Через село, що розташувалося по обидві боки річки Рольця походив тракт із Глухова в Новгород – Сіверській – Стародуб. Приналежність монастирю зовсім не означала відсутності козацького населення в селі. Землі, здобуті у ляха своєю кров’ю,  козаки так легко не віддають навіть давньому землевласнику – християнському монастирю.
В XIX ст. було центром Івотської волості Новгород-Сіверського повіту Чернігівської губернії і налічувало 2 703 жителя.
З 1917 — у слкаді УНР. В часи Української революції існувала Івотська республіка, проголошена 1918 на території кількох волостей. Лідер — місцевий уродженець, полковник царської армії Андрій Ладинський. Якимсь чином він був пов’язаний з гетьманом Скоропадським. Ладинський робить спробу до утворення Івотської республіки, яка  б підтримувала владу гетьмана. Він збирає у селі своїх прихильників. За розповідями односельців, у цей гетьманській гарнізон навіть була поставлена зброя та форма (сині жупани). Проіснувала ця республіка декілька днів (близько тижня).
Проте, що у селі встановлюється своя влада, стало відомо за межами села. Для з’ясування обставин сюди було послано Новгород – Сіверський партизанський загін, який підтримував більшовиків (командир Черняк). Підійшовши до села, більшовики помітили стадо корів івотчан. З розповіді пастухів вони дізналися про те, що коїться в селі. Більшовики захопили корів, пастуха послали до села, щоб оповістив односельців, що їхні корови у полоні і щоб вони прийшли домовлятися, бажано жінки (можливо, тому, що жінки здіймають більше галасу і можуть вплинути на своїх чоловіків). До загону прийшли селяни: жінки та чоловіки. Більшовики поставили умову, щоб селяни підтримали більшовиків із середини села, інакше корови не будуть повернені. Так і було зроблено. Більшовики наступали ззовні, селяни теж допомагали їм. У цій бійці полковник Ладинський був убитий. У селі залишились керувати люди, які підтримували більшовиків.
Під час організованого радянською владою Голодомору 1932—1933 років село було занесене на «чорну дошку», померло щонайменше 4 жителі села.
10 березня 1943, через провокацію сталінських диверсантів, німецька влада спалила 223 двори села Івот Шосткинського району та вбила 392 жителя. Цей день вкарбований в історію, як день Івотської трагедії.

## Населення

### Мова
Розподіл населення за рідною мовою за даними перепису 2001 року:
| Мова       | Кількість | Відсоток |
| ---------- | --------- | -------- |
| російська  | 657       | 72.68%   |
| українська | 257       | 27.32%   |
| Усього     | 904       | 100%     |

## Пам'ятки
- 9 травня 1976 року в селі було відкрити меморіал жертвам Другої світової війни. Це земельна насип, на якій встановлено залізобетонна скульптура - жінка з немовлям у вогні. З обох сторін від скульптури розташовані стели, на яких прикріплено 19 мармурових плит з прізвищами воїнів (4 плити) та івотчан, які були вбиті німцями.
- Між будівлею школи та сільською радою встановлений пам'ятник солдату.

## Економіка
На території села Івот працює агрофірма - ТОВ "Українсько-Голландська агрокомпанія".
Працюють 3 продовольчі магазини. 

## Соціальна сфера
В селі працює школа - Івотський навчально-виховний комплекс, та бібліотека. 
Є музей присвячений Другій світовій війні. 
На території села працює Івотський сільський клуб. Діє співочий жіночий хор "Журавка". 

## Медична сфера
Працює Івотська амбулаторія, де надаються послуги терапевта. В закладі є фельдшери, працює швидка допомога. 

## Видатні уродженці
- Єкименко Таїсія Андріївна — новатор виробництва, робітниця, бригадир бригади Шосткинського заводу хімічних реактивів Сумської області. Депутат Верховної Ради УРСР 6—7-го скликань.
- Ладинський Юрій Вікторович (1984—2023) — молодший лейтенант збройних сил України, учасник російсько-української війни.
- Мацуй Петро Панасович — депутат Верховної Ради УРСР 2-го скликання. Член ЦК КП(б)У в січня 1949 — березні 1954 р. Член Ревізійної Комісії КПУ в березні 1954 — січні 1956 р. Член Організаційного бюро ЦК КП(б)У 28 січня 1949 — 23 вересня 1952 р.
- Рогинець Михайло Георгійович — депутат Верховної Ради СРСР 3—4-го скликань. Член ЦК КП(б)У в 1949—1956 рр. Обирався членом ЦК КП Казахстану та депутатом Верховної ради Казахської РСР.
- Савченко Яків Федорович — двічі Герой Соціалістичної Праці.